# Pheidole
Genre
Pheidole est un genre de fourmis de la sous-famille des Myrmicinae.
Les fourmis Pheidole sont très répandues dans le monde, et dominent généralement leurs écosystèmes.

## Étymologie
Le nom de genre vient du grec pheidolos (parcimonieux, économe).

## Liste d'espèces
Il existe plus de 1 000 espèces de Pheidole selon AntCat.
Selon ITIS (19 octobre 2017) il existe les espèces suivantes :
- Pheidole aana Wilson & Taylor, 1967
- Pheidole aberrans Mayr, 1868
- Pheidole absurda Forel, 1886
- Pheidole accinota Wheeler, 1925
- Pheidole acutidens (Santschi, 1922)
- Pheidole adrianoi Naves, 1985
- Pheidole aeberlii Forel, 1894
- Pheidole aequiseta Santschi, 1923
- Pheidole agilis (Smith, 1857)
- Pheidole aglae Forel, 1913
- Pheidole ajax Forel, 1899
- Pheidole akermani Arnold, 1920
- Pheidole albidula Santschi, 1928
- Pheidole alfaroi Emery, 1896
- Pheidole allani Bingham, 1903
- Pheidole amata Forel, 1901
- Pheidole amber Donisthorpe, 1941
- Pheidole ambonensis Karavaiev, 1930
- Pheidole amia Forel, 1912
- Pheidole ampla Forel, 1893
- Pheidole amplificata Viehmeyer, 1914
- Pheidole anastasii Emery, 1896
- Pheidole andrieui Santschi, 1930
- Pheidole androsana Wheeler, 1905
- Pheidole angusta Forel, 1908
- Pheidole annemariae Forel, 1918
- Pheidole anthracina Forel, 1902
- Pheidole aper Forel, 1912
- Pheidole arcifera Santschi, 1925
- Pheidole arciruga Forel, 1908
- Pheidole areniphila Forel, 1910
- Pheidole argentina (Bruch, 1932)
- Pheidole arhuaca Forel, 1901
- Pheidole aristotelis Forel, 1911
- Pheidole arnoldi Forel, 1913
- Pheidole aspera Mayr, 1862
- Pheidole asperata Emery, 1895
- Pheidole athertonensis Forel, 1915
- Pheidole attila Forel, 1913
- Pheidole atua Wilson & Taylor, 1967
- Pheidole aurivillii Mayr, 1896
- Pheidole auropilosa Mayr, 1887
- Pheidole bahai (Forel, 1922)
- Pheidole balzani Emery, 1894
- Pheidole bambusarum Forel, 1908
- Pheidole barbata Wheeler, 1908
- Pheidole barreleti Forel, 1903
- Pheidole barumtaun Donisthorpe, 1938
- Pheidole beauforti Emery, 1911
- Pheidole belli Mann, 1919
- Pheidole bequaerti Forel, 1913
- Pheidole bergi Mayr, 1887
- Pheidole bessonii Forel, 1891
- Pheidole bhavanae Bingham, 1903
- Pheidole bicarinata Mayr, 1870
- Pheidole biconstricta Mayr, 1870
- Pheidole bicornis Forel, 1899
- Pheidole bifurca Donisthorpe, 1941
- Pheidole bilimeki Mayr, 1870
- Pheidole biloba (Karavaiev, 1935)
- Pheidole binghamii Forel, 1902
- Pheidole biolleyi Forel, 1908
- Pheidole blumenauensis Kempf, 1964
- Pheidole bluntschlii Forel, 1911
- Pheidole borgmeieri Kempf, 1972
- Pheidole bos Forel, 1893
- Pheidole braueri Forel, 1897
- Pheidole brevicona Mayr, 1887
- Pheidole brevicornis Mayr, 1876
- Pheidole breviseta Santschi, 1919
- Pheidole bruchi Forel, 1914
- Pheidole buchholzi Mayr, 1901
- Pheidole buckleyi Smith, 1951
- Pheidole bucolica Santschi, 1929
- Pheidole bugi Wheeler, 1919
- Pheidole butteli Forel, 1913
- Pheidole caffra Emery, 1895
- Pheidole cairnsiana Forel, 1902
- Pheidole caldwelli Mann, 1921
- Pheidole calens Forel, 1901
- Pheidole californica Mayr, 1870
- Pheidole cameroni Mayr, 1887
- Pheidole camptostela Kempf, 1972
- Pheidole capellinii Emery, 1887
- Pheidole capensis Mayr, 1862
- Pheidole carapuna Mann, 1916
- Pheidole carapunco Kusnezov, 1952
- Pheidole caribbaea Wheeler, 1911
- Pheidole carrolli Naves, 1985
- Pheidole casta Wheeler, 1908
- Pheidole castanea (Smith, 1858)
- Pheidole cataractae Wheeler, 1916
- Pheidole cavifrons Emery, 1906
- Pheidole centeotl Wheeler, 1914
- Pheidole cephalica Smith, 1858
- Pheidole cerebrosior Wheeler, 1915
- Pheidole ceres Wheeler, 1904
- Pheidole cervicornis Emery, 1900
- Pheidole ceylonica (Motschoulsky, 1863)
- Pheidole chalca Wheeler, 1914
- Pheidole championi Forel, 1899
- Pheidole cheesmannae Donisthorpe, 1941
- Pheidole chilensis Mayr, 1862
- Pheidole christopherseni Forel, 1912
- Pheidole cingulata (Smith, 1857)
- Pheidole clavata (Emery, 1877)
- Pheidole claviscapa Santschi, 1925
- Pheidole clementensis Gregg, 1969
- Pheidole clydei Gregg, 1950
- Pheidole cocciphaga Borgmeier, 1934
- Pheidole cockerelli Wheeler, 1908
- Pheidole coffeicola Borgmeier, 1934
- Pheidole colaensis Mann, 1921
- Pheidole colobopsis Mann, 1916
- Pheidole comata Smith, 1858
- Pheidole concentrica Forel, 1902
- Pheidole concinna Santschi, 1910
- Pheidole conficta Forel, 1902
- Pheidole confoedusta Wheeler, 1909
- Pheidole constanciae Forel, 1902
- Pheidole constipata Wheeler, 1908
- Pheidole cordata (Holl, 1829)
- Pheidole cordiceps Mayr, 1868
- Pheidole corticicola Santschi, 1910
- Pheidole cramptoni Wheeler, 1916
- Pheidole crassicornis Emery, 1895
- Pheidole crassinoda Emery, 1895
- Pheidole crassipes Mayr, 1887
- Pheidole creightoni Gregg, 1955
- Pheidole cryptocera Emery, 1900
- Pheidole cubaensis Mayr, 1862
- Pheidole cuitensis Forel, 1910
- Pheidole dammermani Wheeler, 1924
- Pheidole darlingtoni Wheeler, 1936
- Pheidole davisi Wheeler, 1905
- Pheidole dea Santschi, 1921
- Pheidole decarinata Santschi, 1929
- Pheidole decem Forel, 1901
- Pheidole deceptrix Forel, 1899
- Pheidole defecta Santschi, 1923
- Pheidole delecta Forel, 1899
- Pheidole dentata Mayr, 1886
- Pheidole dentigula Smith, 1927
- Pheidole descolei Kusnezov, 1952
- Pheidole deserticola Forel, 1910
- Pheidole desertorum Wheeler, 1906
- Pheidole diana Forel, 1908
- Pheidole diffidens (Walker, 1859)
- Pheidole diffusa (Jerdon, 1851)
- Pheidole diligens (Smith, 1858)
- Pheidole dimidiata Emery, 1894
- Pheidole distincta Donisthorpe, 1943
- Pheidole distorta Forel, 1899
- Pheidole diversipilosa Wheeler, 1908
- Pheidole dugasi Forel, 1911
- Pheidole dwyeri Gregg, 1969
- Pheidole dyctiota Kempf, 1972
- Pheidole eidmanni Menozzi, 1926
- Pheidole elecebra (Wheeler, 1904)
- Pheidole elegans Donisthorpe, 1938
- Pheidole elisae Emery, 1900
- Pheidole embolopyx Brown, 1968
- Pheidole emersoni Wheeler, 1922
- Pheidole emmae Forel, 1905
- Pheidole ensifera Forel, 1897
- Pheidole erato Mann, 1919
- Pheidole ernsti Forel, 1912
- Pheidole escherichii Forel, 1910
- Pheidole exarata Emery, 1896
- Pheidole exasperata (Mayr, 1866)
- Pheidole excellens Mayr, 1862
- Pheidole fabricator (Smith, 1858)
- Pheidole fallax Mayr, 1870
- Pheidole fantasia Chapman, 1963
- Pheidole fatigata Bolton, 1995
- Pheidole feae Emery, 1895
- Pheidole fergusoni Forel, 1902
- Pheidole fervens Smith, 1858
- Pheidole fervida Smith, 1874
- Pheidole fimbriata Roger, 1863
- Pheidole fiorii Emery, 1890
- Pheidole flavens Roger, 1863
- Pheidole flavida Mayr, 1887
- Pheidole flavothoracica Viehmeyer, 1914
- Pheidole floridana Emery, 1895
- Pheidole foreli Mayr, 1901
- Pheidole funkikoensis Wheeler, 1929
- Pheidole fuscula Emery, 1900
- Pheidole gaigei Forel, 1914
- Pheidole gambogia Donisthorpe, 1948
- Pheidole gatesi (Wheeler, 1927)
- Pheidole gauthieri Forel, 1901
- Pheidole gavrilovi Kusnezov, 1952
- Pheidole gellibrandi Clark, 1934
- Pheidole gertrudae Forel, 1886
- Pheidole ghatica Forel, 1902
- Pheidole ghigii Emery, 1900
- Pheidole gibba Mayr, 1887
- Pheidole gigliolii Menozzi, 1935
- Pheidole gilvescens Creighton & Gregg, 1955
- Pheidole godmani Forel, 1893
- Pheidole goeldii Forel, 1896
- Pheidole gouldi Forel, 1886
- Pheidole gracilescens (Smith, 1860)
- Pheidole gracilipes (Motschoulsky, 1863)
- Pheidole grallatrix Emery, 1899
- Pheidole granulata Pergande, 1896
- Pheidole grayi Forel, 1902
- Pheidole greggi Naves, 1985
- Pheidole grundmanni Smith, 1953
- Pheidole guilelmimuelleri Forel, 1886
- Pheidole guineensis (Fabricius, 1793)
- Pheidole harrisonfordi E. O. Wilson, 2002
- Pheidole hartmeyeri Forel, 1907
- Pheidole havilandi Forel, 1911
- Pheidole haywardi Kusnezov, 1952
- Pheidole hecate Wheeler, 1911
- Pheidole hercules Donisthorpe, 1941
- Pheidole hetschkoi Emery, 1896
- Pheidole hewitti Santschi, 1932
- Pheidole hirsuta Emery, 1896
- Pheidole hirtula Forel, 1899
- Pheidole holmgreni Wheeler, 1925
- Pheidole horni Emery, 1901
- Pheidole hortensis Forel, 1913
- Pheidole hospes Smith, 1865
- Pheidole hospita Bingham, 1903
- Pheidole huberi Forel, 1911
- Pheidole humeralis Wheeler, 1908
- Pheidole hyatti Emery, 1895
- Pheidole impariceps Santschi, 1923
- Pheidole impressa Mayr, 1870
- Pheidole impressiceps Mayr, 1876
- Pheidole incerta (Smith, 1863)
- Pheidole incisa Mayr, 1870
- Pheidole incurvata Viehmeyer, 1924
- Pheidole indica Mayr, 1879
- Pheidole indistincta Forel, 1899
- Pheidole inermis Mayr, 1870
- Pheidole innotata Mayr, 1866
- Pheidole innupta Menozzi, 1931
- Pheidole inquilina (Wheeler, 1903)
- Pheidole inscrobiculata Viehmeyer, 1916
- Pheidole insipida Forel, 1899
- Pheidole irritans (Smith, 1858)
- Pheidole isis Mann, 1919
- Pheidole jonas Forel, 1907
- Pheidole jordanica Saulcy, 1874
- Pheidole jucunda Forel, 1885
- Pheidole jujuyensis Forel, 1913
- Pheidole kitschneri Forel, 1910
- Pheidole knowlesi Mann, 1921
- Pheidole kochi (Emery, 1911)
- Pheidole kohli Mayr, 1901
- Pheidole kraepelini Forel, 1901
- Pheidole lacerta Wheeler, 1922
- Pheidole laevifrons Mayr, 1887
- Pheidole laeviventris Mayr, 1870
- Pheidole laevivertex Forel, 1901
- Pheidole lamellinoda Forel, 1902
- Pheidole lamia Wheeler, 1901
- Pheidole laminata Emery, 1900
- Pheidole lanuginosa Wilson, 1984
- Pheidole laticrista Santschi, 1916
- Pheidole latinoda Roger, 1863
- Pheidole lemur Forel, 1912
- Pheidole liengmei Forel, 1894
- Pheidole lighti Wheeler, 1927
- Pheidole lignicola Mayr, 1887
- Pheidole lilloi (Kusnezov, 1952)
- Pheidole liteae Forel, 1910
- Pheidole littoralis Cole, 1952
- Pheidole lobulata Emery, 1900
- Pheidole lokitae Forel, 1913
- Pheidole longiceps Mayr, 1876
- Pheidole longicornis Emery, 1888
- Pheidole longipes (Smith, 1857)
- Pheidole longipes (Latreille, 1802)
- Pheidole longiscapa Forel, 1901
- Pheidole longispinosa Forel, 1891
- Pheidole longula Emery, 1895
- Pheidole lucida Forel, 1895
- Pheidole lucretii Santschi, 1923
- Pheidole luteipes Emery, 1914
- Pheidole lutzi Forel, 1905
- Pheidole macclendoni Wheeler, 1908
- Pheidole maculifrons Wheeler, 1929
- Pheidole madecassa Forel, 1892
- Pheidole magrettii Emery, 1887
- Pheidole maja Forel, 1886
- Pheidole makilingi Viehmeyer, 1916
- Pheidole malabarica (Jerdon, 1851)
- Pheidole malinsii Forel, 1902
- Pheidole manteroi Emery, 1897
- Pheidole marcidula Wheeler, 1908
- Pheidole maufei Arnold, 1920
- Pheidole mayri Forel, 1894
- Pheidole medioflava Donisthorpe, 1941
- Pheidole megacephala (Fabricius, 1793)
- Pheidole meinerti Forel, 1905
- Pheidole melanogaster Donisthorpe, 1943
- Pheidole mendanai Mann, 1919
- Pheidole mendicula Wheeler, 1925
- Pheidole mentita Santschi, 1914
- Pheidole metallescens Emery, 1895
- Pheidole microgyna Wheeler, 1928
- Pheidole micula Wheeler, 1915
- Pheidole militicida Wheeler, 1915
- Pheidole mimula Wheeler, 1916
- Pheidole minima Mayr, 1901
- Pheidole minor (Jerdon, 1851)
- Pheidole minuscula Bernard, 1953
- Pheidole minutissima Kusnezov, 1952
- Pheidole minutula Mayr, 1878
- Pheidole miseranda Wheeler, 1924
- Pheidole mjobergi Forel, 1915
- Pheidole modiglianii Emery, 1900
- Pheidole moerens Wheeler, 1908
- Pheidole morrisii Forel, 1886
- Pheidole moseni Wheeler, 1925
- Pheidole multidens Forel, 1902
- Pheidole mus Forel, 1902
- Pheidole mylognatha Wheeler, 1922
- Pheidole nana Emery, 1894
- Pheidole naoroji Forel, 1902
- Pheidole nasutoides Hoelldobler & Wilson, 1992
- Pheidole nemoralis Forel, 1892
- Pheidole neokohli Wilson, 1984
- Pheidole neolongiceps Brown, 1950
- Pheidole nietneri Emery, 1901
- Pheidole nigeriensis Santschi, 1914
- Pheidole nigritella Bernard, 1953
- Pheidole nimba Bernard, 1953
- Pheidole nindi Mann, 1919
- Pheidole nitidula Emery, 1888
- Pheidole njassae Viehmeyer, 1914
- Pheidole noda Smith, 1874
- Pheidole nodgii Forel, 1905
- Pheidole nodifera (Smith, 1858)
- Pheidole nuculiceps (Wheeler, 1908)
- Pheidole obnixa Forel, 1912
- Pheidole obtusopilosa Mayr, 1887
- Pheidole obtusospinosa Pergande, 1896
- Pheidole occipitalis Andre, 1890
- Pheidole oceanica Mayr, 1866
- Pheidole ocior Forel, 1915
- Pheidole oculata (Emery, 1899)
- Pheidole onifera Mann, 1921
- Pheidole opaciventris Mayr, 1876
- Pheidole optiva Forel, 1901
- Pheidole orbica Forel, 1893
- Pheidole oswaldi Forel, 1891
- Pheidole oxyops Forel, 1908
- Pheidole paiute Gregg, 1959
- Pheidole pallidula (Nylander, 1849)
- Pheidole parasitica Wilson, 1984
- Pheidole partita Mayr, 1887
- Pheidole parva Mayr, 1865
- Pheidole peguensis Emery, 1895
- Pheidole penetralis Smith, 1863
- Pheidole peregrina Wheeler, 1916
- Pheidole perpusilla Emery, 1894
- Pheidole philemon Forel, 1910
- Pheidole philippi Emery, 1915
- Pheidole phipsoni Forel, 1902
- Pheidole picata Forel, 1891
- Pheidole picea (Buckley, 1867)
- Pheidole piceonigra Emery, 1922
- Pheidole pieli Santschi, 1925
- Pheidole pilifera (Roger, 1863)
- Pheidole piliventris (Smith, 1858)
- Pheidole pinealis Wheeler, 1908
- Pheidole plagiaria Smith, 1860
- Pheidole planifrons Santschi, 1920
- Pheidole platypus Crawley, 1915
- Pheidole plebecula Forel, 1899
- Pheidole plinii Forel, 1911
- Pheidole porcula Wheeler, 1908
- Pheidole praeusta Roger, 1863
- Pheidole prelli Forel, 1911
- Pheidole pronotalis Forel, 1902
- Pheidole providens (Sykes, 1835)
- Pheidole proxima Mayr, 1876
- Pheidole psammophila Creighton & Gregg, 1955
- Pheidole pubiventris Mayr, 1887
- Pheidole pulchella Santschi, 1910
- Pheidole punctatissima Mayr, 1870
- Pheidole punctithorax Borgmeier, 1929
- Pheidole punctulata Mayr, 1866
- Pheidole pungens (Smith, 1861)
- Pheidole purpurascens Emery, 1897
- Pheidole pyriformis Clark, 1938
- Pheidole quadrensis Forel, 1900
- Pheidole quadricuspis Emery, 1900
- Pheidole quadriprojecta Smith, 1947
- Pheidole quadrispinosa (Smith, 1865)
- Pheidole quiaccana Wheeler, 1925
- Pheidole rabo Forel, 1913
- Pheidole radoszkowskii Mayr, 1884
- Pheidole rata Borgmeier, 1929
- Pheidole rehi Forel, 1900
- Pheidole reichenspergeri Santschi, 1923
- Pheidole retronitens Santschi, 1930
- Pheidole rhea Wheeler, 1908
- Pheidole rhinoceros Forel, 1899
- Pheidole ridicula Wheeler, 1916
- Pheidole rinae Emery, 1900
- Pheidole risii Forel, 1892
- Pheidole riveti Santschi, 1911
- Pheidole roberti Forel, 1902
- Pheidole rogeri Emery, 1896
- Pheidole rogersi Forel, 1902
- Pheidole rohani Santschi, 1925
- Pheidole roosevelti Mann, 1921
- Pheidole rosae Forel, 1901
- Pheidole ruficeps (Smith, 1861)
- Pheidole rufipilis Forel, 1908
- Pheidole rugaticeps Emery, 1877
- Pheidole rugosa Smith, 1858
- Pheidole rugulosa Gregg, 1959
- Pheidole ryukyuensis Ogata, 1982
- Pheidole sagana Wheeler, 1934
- Pheidole sagei Forel, 1902
- Pheidole sauberi Forel, 1905
- Pheidole sauteri Wheeler, 1909
- Pheidole saxicola Wheeler, 1922
- Pheidole scabriuscula Gerstaecker, 1871
- Pheidole scapulata Santschi, 1923
- Pheidole schoutedeni Forel, 1913
- Pheidole schultzei Forel, 1910
- Pheidole schwarzmaieri Borgmeier, 1939
- Pheidole sciara Cole, 1955
- Pheidole sciophila Wheeler, 1908
- Pheidole scrobifera Emery, 1896
- Pheidole sculpturata Mayr, 1866
- Pheidole seeldrayersi Forel, 1910
- Pheidole semilaevis Forel, 1901
- Pheidole senex Gregg, 1952
- Pheidole sensitiva Borgmeier, 1959
- Pheidole sepulchralis Bingham, 1903
- Pheidole sericella Viehmeyer, 1914
- Pheidole severini Forel, 1904
- Pheidole sexdentata Donisthorpe, 1948
- Pheidole sexspinosa Mayr, 1870
- Pheidole sharpi Forel, 1902
- Pheidole sikorae Forel, 1891
- Pheidole silvestrii Emery, 1906
- Pheidole similigena Wheeler, 1937
- Pheidole simoni Emery, 1893
- Pheidole sinaitica Mayr, 1862
- Pheidole singularis Smith, 1863
- Pheidole sinica (Wu & Wang, 1992)
- Pheidole sitarches Wheeler, 1908
- Pheidole skwarrae Wheeler, 1934
- Pheidole smythiesii Forel, 1902
- Pheidole spadonia Wheeler, 1915
- Pheidole spathifera Forel, 1902
- Pheidole speculifera Emery, 1877
- Pheidole sperata Forel, 1915
- Pheidole spielbergi Emery, 1888
- Pheidole spininodis Mayr, 1887
- Pheidole spinoda (Smith, 1858)
- Pheidole spinulosa Forel, 1910
- Pheidole squalida Santschi, 1910
- Pheidole steinheili Forel, 1901
- Pheidole strator Forel, 1910
- Pheidole striata Donisthorpe, 1947
- Pheidole striaticeps Mayr, 1870
- Pheidole striativentris Mayr, 1879
- Pheidole stulta Forel, 1886
- Pheidole subaberrans (Kusnezov, 1952)
- Pheidole subarmata Mayr, 1884
- Pheidole sulcaticeps Roger, 1863
- Pheidole susannae Forel, 1886
- Pheidole sykesii Forel, 1902
- Pheidole symbiotica Wasmann, 1909
- Pheidole symbiotica (Kusnezov, 1952)
- Pheidole tachigaliae Wheeler, 1921
- Pheidole taivanensis Forel, 1912
- Pheidole tandjongensis Forel, 1913
- Pheidole tarda Donisthorpe, 1947
- Pheidole tasmaniensis Mayr, 1866
- Pheidole taurus Emery, 1906
- Pheidole templaria Forel, 1902
- Pheidole tenerescens Wheeler, 1922
- Pheidole teneriffana Forel, 1893
- Pheidole tenuiclavata Donisthorpe, 1943
- Pheidole tenuinodis Mayr, 1901
- Pheidole tepicana Pergande, 1896
- Pheidole termitobia Forel, 1901
- Pheidole termitophila Forel, 1904
- Pheidole terresi Wheeler & Mann, 1914
- Pheidole tertiaria Carpenter, 1930
- Pheidole tethepa Wilson, 1985
- Pheidole tetracantha Emery, 1897
- Pheidole tetrica Forel, 1913
- Pheidole texana Wheeler, 1903
- Pheidole tijucana Borgmeier, 1927
- Pheidole tisiphone Wheeler, 1911
- Pheidole titanis Wheeler, 1903
- Pheidole tolteca Forel, 1901
- Pheidole tragica Wheeler, 1934
- Pheidole transfigens Forel, 1911
- Pheidole transversostriata Mayr, 1887
- Pheidole trapezoidea Viehmeyer, 1914
- Pheidole treubi Forel, 1905
- Pheidole tricarinata Santschi, 1914
- Pheidole tricolor Donisthorpe, 1949
- Pheidole triconstricta Forel, 1886
- Pheidole tristis (Smith, 1858)
- Pheidole tsailuni Wheeler, 1929
- Pheidole tucsonica Wheeler, 1908
- Pheidole turneri Forel, 1902
- Pheidole tysoni Forel, 1901
- Pheidole umbonata Mayr, 1870
- Pheidole upeneci Forel, 1913
- Pheidole ursus Mayr, 1870
- Pheidole vafella Wheeler, 1925
- Pheidole vafra Santschi, 1923
- Pheidole vallicola Wheeler, 1915
- Pheidole vallifica Forel, 1901
- Pheidole vanderveldi Forel, 1913
- Pheidole variabilis Mayr, 1876
- Pheidole variolosa Emery, 1892
- Pheidole vaslitii Pergande, 1896
- Pheidole vatu Mann, 1921
- Pheidole velox Emery, 1887
- Pheidole veteratrix Forel, 1891
- Pheidole victoris Forel, 1913
- Pheidole vigilans (Smith, 1858)
- Pheidole virago Wheeler, 1915
- Pheidole vistana Forel, 1914
- Pheidole voeltzkowii Forel, 1894
- Pheidole vorax (Fabricius, 1804)
- Pheidole walkeri Mann, 1922
- Pheidole wallacei Mann, 1916
- Pheidole watsoni Forel, 1902
- Pheidole wheeleri Mann, 1916
- Pheidole wheelerorum MacKay, 1988
- Pheidole wiesei Forel, 1910
- Pheidole williamsi Wheeler, 1919
- Pheidole wilsoni Mann, 1921
- Pheidole wolfringi Forel, 1908
- Pheidole woodmasoni Forel, 1885
- Pheidole wroughtonii Forel, 1902
- Pheidole xanthocnemis Emery, 1914
- Pheidole xerophila Wheeler, 1908
- Pheidole xocensis Forel, 1913
- Pheidole yaqui Creighton & Gregg, 1955
- Pheidole zeteki Smith, 1947